# Monte Gottero
Il Monte Gottero è una cima dell'appennino ligure di Levante (1639 m s.l.m.) posta tra Liguria ed Emilia-Romagna, a breve distanza dalla Toscana e dalla Lunigiana (le tre regioni confluiscono a Foce Tre Confini, poco a SE rispetto alla vetta).

## La montagna
La cima è la massima elevazione dell'omonimo gruppo, definito a NW dal Passo di Centocroci (tra le province di Parma e La Spezia) ed a E dal Passo del Brattello (tra le province di Parma e Massa Carrara) e la cui porzione centrale è sempre al di sopra dei 1650 m. Il Monte Gottero costituisce anche il punto più alto della provincia di La Spezia. 

## L'origine e la natura
Il Monte Gottero è caratterizzato dal substrato arenaceo e presenta tracce di morfologia glaciale sul versante nord, mentre il versante sud si caratterizza per le maggiori pendenze e gli affioramenti rocciosi, in prevalenza arenacei.
La vegetazione è, ad esclusione della cupola sommitale che presenta praterie, caratterizzata in buona parte dalla copertura con faggio ed alle quote inferiori castagno e cerro, presenti inoltre alcuni rimboschimenti con conifere.
La montagna e l'area circostante fanno parte del SIC (Sito di importanza comunitaria) denominato Monte Gottero - Passo del Lupo (codice: IT1342908 ).

## Percorsi
Il massiccio, che domina in modo visibile e imponente la parte centrale della Val di Vara, è attraversato dall'Alta Via dei Monti Liguri, che rende raggiungibile la vetta dal Passo di Centocroci a NW, dal Passo dei Due Santi ad E e dalla Foce di Adelano a SE. Altri sentieri risalgono le pendici meridionali e settentrionali partendo dalle diverse frazioni.

## Memorie
La cima accoglie un punto trigonometrico IGM, una croce in ferro in memoria dell'anno santo del 1933 posta dagli abitanti del comune di Albareto, in provincia di Parma, ed un cippo in memoria della "Battaglia del Gottero" tra partigiani e nazifascisti nel 1944. Dalla vetta il panorama spazia dal Tirreno settentrionale verso sud con la Corsica e l'Arcipelago toscano, alle Alpi marittime ed all'arco Ligure ad ovest, alla catena alpina settentrionale verso Nord e all'Appennino tosco emiliano verso est.

## Tutela naturalistica
Nella zona sono stati identificati due distinti siti di interesse comunitario, a seconda della competenza territoriale regionale: Monte Gottero (IT4020010) in Emilia-Romagna e Monte Gottero - Passo del Lupo (IT1342908) in Liguria.